# Clapotis (hydrodynamique)

L'onde incidente (en rouge) réfléchie sur la paroi produit l'onde réfléchie (en bleu). La superposition des deux produit le clapotis (en noir).

En hydrodynamique, le clapotis est une forme d'ondes stationnaires non-déferlantes provoquée entre autres par la réflexion d'un train d'ondes de surface sur un rivage presque vertical tel un brise-lames, une digue ou une falaise abrupte,,,. L'onde clapotique résultante ne se déplace pas horizontalement et sa structure de nœuds et de ventres est fixe,. Ces vagues favorisent l'érosion au pied de la paroi  et peuvent gravement endommager les structures sur le rivage. Le terme a été inventé en 1877 par le mathématicien et physicien français Joseph Valentin Boussinesq,.
Dans le cas idéal de "clapotis complet" où une onde incidente purement monotone est complètement réfléchie normalement à une paroi verticale solide,, la hauteur des ondes stationnaires est le double de la hauteur des ondes incidentes à une distance d'une demi-longueur d'onde de la paroi. Dans ce cas, les orbites circulaires des particules d'eau dans l'onde d'eau profonde sont converties en un mouvement purement linéaire, avec des vitesses verticales aux ventres et des vitesses horizontales aux nœuds. Les ondes stationnaires montent et descendent alternativement de façon symétrique, à mesure que l'énergie cinétique est convertie en énergie potentielle, et vice versa.

## Phénomènes associés
Le clapotis véritable est très rare, car la profondeur de l'eau ou l'escarpement du rivage sont peu susceptibles de satisfaire complètement aux exigences idéalisées. Dans le cas plus réaliste des clapotis partiels, où une partie de l'énergie des vagues incidentes est dissipée sur le rivage, l'onde incidente est réfléchie à moins de 100% et une onde stationnaire seulement partielle se forme là où les mouvements de la particule d'eau sont elliptiques. Cela peut également se produire en mer entre deux trains d'ondes de longueur d'onde presque égale, mais avec des amplitudes inégales, lorsque les deux trains d'ondes se déplacent dans des directions opposées. Dans le clapotis partiel, l'enveloppe de l'onde présente un mouvement vertical aux nœuds.
Lorsqu'un train d'ondes heurte un mur obliquement, le train d'ondes réfléchi repart à l'angle supplémentaire, créant un motif d'interférence d'ondes hachurées connu sous le nom de clapotis gaufré. Dans cette situation, les crêtes individuelles formées à l'intersection des crêtes des trains d'ondes incidentes et réfléchies se déplacent parallèlement à la structure. Ce mouvement ondulatoire, lorsque combiné avec les tourbillons qui en résultent, peut éroder le matériau des fonds marins et le transporter le long du mur, sapant la structure jusqu'à ce qu'elle se brise.
Les ondes clapotiques à la surface de la mer font également rayonner des microbaroms infra-soniques dans l'atmosphère et des signaux sismiques appelés microséismes couplés à la Terre solide à travers le plancher océanique.
Le clapotis est aussi considéré comme un fléau et un plaisir du kayak de mer.

## Voir également
- Vague scélérate
- Seiche